# Dismissed
Dismissed es un reality show de tipo concurso estrenado en MTV en 2001 y que se ha emitido en MTV Latinoamérica desde hace algunos años[cita requerida].
El programa es de citas, tipo Blind Date y consiste en que un chico o chica es escogido para concursar, al cual se le presentan dos candidatos, quienes deberán pasar tiempo con el concursante, así como asistir a las citas que él mismo les prepare.
Cada aspirante tendrá 20 minutos a solas con el concursante para tratar de convencerlo para ser elegido.
Al final del día, el participante dará un veredicto y expondrá los pros y contras de sus candidatos.
El eliminado será dismissed (desechado) y el otro será el ganador.
- Datos: Q542716